# Formació de Denver
La Formació de Denver és una formació geològica a Colorado amb estrats anteriors al Cretaci superior. Entre els fòssils que s'hi han recuperat es troben diverses restes de dinosaures.

## Paleofauna vertebrada

### Ornitisquis
| Ornitisquis] trobats a la Formació de Denver | Ornitisquis] trobats a la Formació de Denver | Ornitisquis] trobats a la Formació de Denver | Ornitisquis] trobats a la Formació de Denver | Ornitisquis] trobats a la Formació de Denver              | Ornitisquis] trobats a la Formació de Denver                    | Ornitisquis] trobats a la Formació de Denver |
| Gènere                                       | Especies                                     | Situació                                     | Posició Estratigràfica                       | Material                                                  | Notes                                                           | Imatges                                      |
| -------------------------------------------- | -------------------------------------------- | -------------------------------------------- | -------------------------------------------- | --------------------------------------------------------- | --------------------------------------------------------------- | -------------------------------------------- |
| Cionodon                                     | C. arctatus                                  |                                              |                                              | "Maxilar fragmentari, vertebres, fragments postcranials." | Les últimes troballes son restes d'hadrosauids no determinats.  |                                              |
| Edmontosaurus                                | Indeterminat                                 |                                              |                                              |                                                           |                                                                 |                                              |
| Pachycephalosaurus                           | Indeterminat                                 |                                              |                                              |                                                           |                                                                 |                                              |
| Polyonax                                     | P. mortuarius                                |                                              |                                              | "Fragments de banya, vertebres."                          | Les últimes troballes son restes de ceratopsids no determinats. |                                              |
| Triceratops                                  | T. galeus                                    |                                              |                                              | "nucli de la banya nasal."                                | Les últimes troballes són restes de ceratopsids no determinats. |                                              |
| Triceratops                                  | Indeterminat                                 |                                              |                                              |                                                           |                                                                 |                                              |

### Saurisquis
| Saurisquis a la Formació de Denver | Saurisquis a la Formació de Denver | Saurisquis a la Formació de Denver | Saurisquis a la Formació de Denver | Saurisquis a la Formació de Denver | Saurisquis a la Formació de Denver                                | Saurisquis a la Formació de Denver |
| Gènere                             | Especies                           | Situació                           | Posició Estratigràfica             | Material                           | Notes                                                             | Imatges                            |
| ---------------------------------- | ---------------------------------- | ---------------------------------- | ---------------------------------- | ---------------------------------- | ----------------------------------------------------------------- | ---------------------------------- |
| Aublysodon                         | A. mirandus                        |                                    |                                    |                                    | Les últimes troballes son restes de tiranosaurids no determinats. |                                    |
| Ornithomimus                       | O. velox                           |                                    |                                    |                                    |                                                                   |                                    |
| Tiranosaurus                       | T. rex                             |                                    |                                    |                                    |                                                                   |                                    |